# Gordon Forbes (patinage artistique)
Pour les articles homonymes, voir Forbes (homonymie).
Gordon Forbes, né en 1959, est un patineur artistique et entraîneur canadien . Il est vice-champion du Canada en 1980.

## Biographie

### Carrière sportive
Gordon Forbes est originaire de Brockville en Ontario et représente le Minto Skating Club d'Ottawa. Il monte plusieurs fois sur le podium national du Canada dont une fois sur la deuxième marche, derrière son compatriote Brian Pockar en 1980.
Il représente son pays à deux mondiaux (1985 à Tokyo et 1986 à Genève). Il ne participe jamais aux Jeux olympiques d'hiver.
Il quitte les compétitions sportives après les mondiaux de 1985.

### Reconversion
Gordon Forbes devient entraîneur de patinage artistique. Depuis 2016, il travaille dans son club sportif, le Minto Skating Club.

## Palmarès[2]
| Compétition             | 1979    | 1980    | 1981    | 1982    | 1983    | 1984    | 1985    |  |  |  |  |  |  |  |
| Jeux olympiques d'hiver |         |         |         |         |         |         |         |  |  |  |  |  |  |  |
| Championnats du monde   |         |         |         |         |         | 9e      | 17e     |  |  |  |  |  |  |  |
| Championnats du Canada  | 3e      | 2e      | 3e      | 5e      | 3e      | 3e      | 3e      |  |  |  |  |  |  |  |
|                         |         |         |         |         |         |         |         |  |  |  |  |  |  |  |
| Autres Compétitions     | 1978/79 | 1979/80 | 1980/81 | 1981/82 | 1982/83 | 1983/84 | 1984/85 |  |  |  |  |  |  |  |
| Skate America           |         |         |         | 8e      |         | 6e      |         |  |  |  |  |  |  |  |
| Skate Canada            |         |         | 10e     | A       |         |         |         |  |  |  |  |  |  |  |
| Moscou Skate            |         |         |         |         |         |         | 12e     |  |  |  |  |  |  |  |
| Trophée NHK             |         |         | 8e      |         |         |         |         |  |  |  |  |  |  |  |
| Légende : F = Forfait   |         |         |         |         |         |         |         |  |  |  |  |  |  |  |